# Scott McGehee
 (mai 2016).
Si vous disposez d'ouvrages ou d'articles de référence ou si vous connaissez des sites web de qualité traitant du thème abordé ici, merci de compléter l'article en donnant les références utiles à sa vérifiabilité et en les liant à la section « Notes et références ».
Scott McGehee, né le 20 avril 1962, est un réalisateur et scénariste américain né en Californie et vit actuellement à New York. Il est diplômé de l'université Columbia.
Scott McGehee coréalise tous ses films avec David Siegel.
En 2009, il était membre du jury du Festival du film de Sundance.

## Filmographie

### Court métrage
- 1989 : Birds Past

### Longs métrages
- 1993 : Suture
- 2001 : Bleu profond (The Deep End)
- 2005 : Les Mots retrouvés (Bee Season)
- 2008 : Uncertainty
- 2012 : What Maisie Knew
- 2021 : Montana Story
- 2024 : The Friend

### Clip
- 2023 : Like a Flower de Kevin Morby